# La Tribuna Socialista
La Tribuna Socialista va ser un periòdic espanyol editat a Barcelona en 1931.

## Història
El diari, nascut l'11 d'agost de 1931, va ser llançat per la Federació Catalana del PSOE. Es va configurar com l'«Òrgan diari de l'Agrupació Socialista de Barcelona (PSOE)». José Vila Cuenca va ser situat en la direcció, mentre que Francisco Bravo n'era redactor-cap. No obstant això, des del seu mateix naixement La Tribuna Socialista no va tenir gaires lectors, la qual cosa va motivar que acabés tenint una curtíssima vida. Va deixar d'editar-se l'11 d'octubre de 1931.